# Гарви, Маркус
Ма́ркус Га́рви (англ. Marcus Mosiah Garvey, 17 августа 1887, Ямайка — 10 июня 1940, Лондон) — деятель всемирного движения чернокожих за права и освобождение от угнетения. Основатель Всемирной ассоциации по улучшению положения негров (the Universal Negro Improvement Association, UNIA).

## Биография
Родился в многодетной семье торговца и землевладельца в небольшой деревушке на острове Ямайка, бывшем тогда британским колониальным владением. Посещал школу до 14 лет, после чего занимался самообразованием. 
В 18 лет Маркус переехал в Кингстон, столицу Ямайки, где вскоре сумел стать старшим печатником в одной из самых больших компаний города. В 1909 году он стал членом национального клуба местных интеллектуалов, которые выступали за независимость Ямайки.
В 1912 году перебрался в Лондон, работал там в одной из популярных панафриканистских газет «African Times and Orient Review», посещал курсы по праву и философии в Биркбекском университете. 
Затем Гарви вернулся на Ямайку и 1 августа 1914 года вместе основал на Ямайке «Всемирную ассоциацию по улучшению положения негров» (ЮНИА). В 1916 г. поисках средств для своей организации он отправился в США. Штаб-квартира организации была перенесена в Гарлем. В 1918 году был начат выпуск газеты «Negro World», ставшей основным средством распространения взглядов Гарви. Сначала каждый житель Гарлема мог обнаружить ее под дверью своего дома совершенно бесплатно, а в дальнейшие годы ее стоимость составляла от 5 до 10 центов, она распространялась во многих странах.  К 1920 году ЮНИА имела 1900 филиалов в 40 странах мира, большинство из которых находились на территории США. ЮНИА занялась предпринимательской деятельностью, основав банк, пароходную компанию «The Black Star Line», другие предприятия.
Однако вскоре Гарви привёл «The Black Star Line» к банкротству,  не разделяя финансы компании и самой организации ЮНИА. В январе 1922 году он был арестован и обвинен в использовании почты в целях обмана, а также в незаконных финансовых операциях. В мае 1923 года он был приговорен к также тюремному заключению сроком на 5 лет и штрафу в 1000 долларов. В декабре 1927 года он был выслан из США на Ямайку.
В 1927-1935 годах Маркус Гарви жил на Ямайке. В одном из своих выступлений в 1930 году он якобы пообещал пришествие некоего таинственного царя из Африки, который освободит всех чернокожих от гнета и эксплуатации, благодаря чему эфиопский император Хайле Селассие I был провозглашён приверженцами растафарианства воплощением Джа (Бога).
Гарви умер в 1940 году в Лондоне будучи в политической изоляции. По иронии судьбы, он погиб от повторного обширного инсульта сразу после прочтения опубликованного по ошибке в газете «Chicago Defender» собственного некролога, в котором говорилось, что он умер «в нищете, одиночестве, лишившись былой популярности» (broke, alone and unpopular), при этом были проигнорированы его политические взгляды и достижения.

## Взгляды
Придавал большое значение расовой чистоте негров и призывал американских граждан африканского происхождения переселяться в Африку, в результате чего за его движением закрепилось название «Назад в Африку». В первую очередь, эти планы организации были связаны с Либерией, с руководством которой ЮНИА в 1921 году вступила в переговоры о покупке земли с целью последующей колонизации, однако власти Либерии отказались от этой сделки. На почве расового этноцентризма и идеи переселения всех афроамериканцев в Африку сблизился даже с откровенно расистской организацией Ку-клукс-клан. 